# Say So (PJ Morton e JoJo)
Say So è un singolo del cantautore R&B PJ Morton e della cantante statunitense JoJo, pubblicato il 14 febbraio 2019 come primo estratto del sesto album in studio di PJ Morton Paul.

## Descrizione
Pubblicato il 14 febbraio 2019 tramite l'etichetta Morton Records/Empire, il brano è il singolo apripista del sesto album in studio di Morton, Paul (2019). La versione acustica della canzone è stata inserita nell'album The Piano Album di Morton (2020).
Il brano è stato scritto da Morton, che si è occupato anche della maggior parte della strumentazione del brano, ad eccezione del basso che è stato suonato da DJ Raymond.

## Video musicale
Il videoclip di Say So è stato girato a New Orleans dal regista Nathan Corrona. Le riprese seguono JoJo e Morton nelle loro case mentre eseguono la canzone nella loro camera da letto; i due artisti non vengono mai mostrati insieme, ma il loro "legame tumultuoso è palpabile". Morton fa le valigie e tenta di andarsene, per poi tornare alla porta di JoJo.
Il video è stato presentato in anteprima mondiale il 10 luglio 2019. Descrivendo il concept della clip, Morton ha affermato: "Mi piace molto come la semplicità di questo video corrisponda alla semplicità della canzone. Non ci sono testi profondi. Non ci sono grandi parole. Se mi ami, dillo e basta. È un sentimento così semplice che tutti possiamo capire... Volevo solo che catturasse una relazione reale".

## Tracce
Download digitale
Testi e musiche di PJ Morton.
1. Say So – 3:32

## Classifiche
| Classifica (2019)       | Posizione massima |
| ----------------------- | ----------------- |
| Stati Uniti (R&B/HH)    | 32                |
| Stati Uniti (Adult R&B) | 8                 |

## Riconoscimenti
- Grammy Awards
  - 2020 – Grammy Award alla miglior canzone R&B[6]

- NAACP Image Award
  - 2020 – Candidatura al Miglior duo, gruppo o collaborazione[7]

- Soul Train Music Award
  - 2019 – Candidatura alla Miglior collaborazione[8]